# 1937 w filmie
Wydarzenia filmowe w 1937 roku.

## Wydarzenia
- 4 marca − po raz pierwszy nagrodą Oscara wyróżniono aktorów za najlepsze role drugoplanowe.

## Premiery

### Filmy polskie
- 1 stycznia – Judeł gra na skrzypcach
- 21 stycznia – Pani minister tańczy − reż. Juliusz Gardan (Tola Mankiewiczówna, Aleksander Żabczyński)
- 18 lutego – Piętro wyżej − reż. Leon Trystan (Eugeniusz Bodo, Józef Orwid)
- 19 lutego – O czym marzą kobiety
- 27 lutego – Płomienne serca
- 20 marca – Ordynat Michorowski − reż. Henryk Szaro (Franciszek Brodniewicz, Kazimierz Junosza-Stępowski, Mieczysława Ćwiklińska)
- 24 marca – Weseli biedacy
- 28 marca – Dyplomatyczna żona
- 20 kwietnia – Dorożkarz nr 13
- 24 kwietnia – Pan redaktor szaleje
- 30 kwietnia – Ty, co w Ostrej świecisz Bramie
- 20 sierpnia – Ślubowanie
- 2 września – Parada Warszawy
- 3 września – Książątko − reż. Konrad Tom i Stanisław Szebego
- 16 września – Znachor
- 18 września – Błazen purymowy
- 29 września – Dybuk
- 8 października – Skłamałam
- 26 października – Dziewczęta z Nowolipek − reż. Józef Lejtes
- 10 listopada – Niedorajda
- 16 listopada – Trójka hultajska
- 2 grudnia – Halka
- 29 grudnia – Ułan księcia Józefa
- Pieśń o wielkim rzeźbiarzu
- Wesele księżackie

### Filmy zagraniczne
- Dzień na wyścigach (Day at the Races) – reż. Sam Wood (bracia Marx)
- Jej obrońcy (Way Out West) – reż. Sam Wood (Stan Laurel, Oliver Hardy)
- Królewna Śnieżka i siedmiu krasnoludków  (Snow White and the Seven Dwarfs) z wytwórni Walta Disneya (21 grudnia)
- Waikiki Wedding – reż. Frank Tuttle, wyk. Bob Burns, Bing Crosby, Martha Raye, Shirley Ross
- Double or Nothing – reż. Theodore Reed, wyk. Bing Crosby, Martha Raye, Andy Devine, Mary Carlisle, William Frawley
- All Over Town – reż. James W. Horne
- Atlantic Flight – reż. William Nigh
- Boska Jetta – reż. Erich Waschneck
- Brothers of the West – reż. Sam Katzman
- Devil Diamond – reż. Leslie Goodwins

## Nagrody filmowe
- Oskary
  - Najlepszy film − Życie Emila Zoli (The Life of Emil Zola)
  - Najlepszy aktor − Spencer Tracy (Bohaterowie morza) (Captains Courageous)
  - Najlepsza aktorka − Luise Rainer (Ziemia błogosławiona) (The Good Earth)
  - Wszystkie kategorie: Oskary w roku 1937

## Urodzili się
- 1 stycznia:
  - Janusz Michałowski, polski aktor
  - Mirosława Lombardo, polska aktorka
- 3 stycznia – Zygmunt Konieczny, polski kompozytor muzyki teatralnej i muzyki filmowej
- 4 stycznia – Dyan Cannon, amerykańska aktorka
- 30 stycznia – Vanessa Redgrave, angielska aktorka
- 17 lutego – Wanda Koczeska, polska aktorka (zm. 2008)
- 10 marca – Joe Viterelli, amerykański aktor (zm. 2004)
- 20 marca – Krzysztof Kowalewski, polski aktor (zm. 2021)
- 30 marca – Warren Beatty, amerykański aktor
- 3 kwietnia – Aleksandra Zawieruszanka, polska aktorka
- 5 kwietnia – Elżbieta Kępińska, polska aktorka
- 9 kwietnia – Marek Walczewski, polski aktor (zm. 2009)
- 22 kwietnia – Jack Nicholson, amerykański aktor
- 11 maja – Gieorgij Szengiełaja, radziecki i gruziński reżyser filmowy, scenarzysta oraz aktor (zm. 2020)
- 1 czerwca – Morgan Freeman, amerykański aktor
- 2 czerwca – Sally Kellerman, amerykańska aktorka (zm. 2022)
- 10 czerwca – Luciana Paluzzi, włoska aktorka
- 12 lipca – Bill Cosby, amerykański aktor
- 17 lipca – Stanisław Tym, polski aktor (zm. 2024)
- 18 lipca – Jacek Fedorowicz, polski satyryk i aktor
- 8 sierpnia – Dustin Hoffman, amerykański aktor
- 20 sierpnia – Andriej Konczałowski, rosyjski reżyser i scenarzysta
- 6 września – Jerzy Bińczycki, polski aktor (zm. 1998)
- 26 września – Jerry Weintraub, amerykański producent filmowy (zm. 2015)
- 30 października – Claude Lelouch, francuski reżyser
- 8 listopada – Jan Kociniak, polski aktor (zm. 2007)
- 21 listopada – Ingrid Pitt, aktorka (zm. 2010)
- 21 grudnia – Jane Fonda, amerykańska aktorka
- 23 grudnia – Maja Komorowska, polska aktorka
- 31 grudnia – Anthony Hopkins, brytyjski i amerykański aktor

## Zmarli
- 2 stycznia – Ross Alexander, amerykański aktor (ur. 1907)
- 23 stycznia – Marie Prevost, aktorka (ur. 1896 lub 1898)
- 7 czerwca – Jean Harlow, amerykańska aktorka (ur. 1911)